# Abat Pierre
Abat Pierre (francès: Henry Grouès)  (4t arrondissement de Lió, 5 d'agost de 1912 - 5è districte de París, 22 de gener de 2007) nom amb que es coneixia Henri Grouès, o també com l'àngel dels pobres. va ser un sacerdot catòlic francès, membre de la Resistència, on va adquirir el seu sobrenom, i diputat a l'Assemblea de la Quarta República, fundador el 1949 del moviment Emaús (drapaires d'Emaús), una organització de lluita contra l'exclusió i la pobresa. A l'hivern de 1954, va commoure els francesos en fer-los veure el drama dels qui estaven sense sostre, a la intempèrie, morint per exposició al fred de l'hivern de París. La seva crida i el moviment que va iniciar van tenir repercussió mundial. La seva labor va ser reconeguda el 2004 per l'Estat francès, que el va distingir amb la Gran Creu de la Legió d'Honor, màxima dignitat d'aquest orde honorífic. El juliol de 2024 es va fer públic un informe d'Emaús França i Emaús Internacional que denunciava l'Abat Pierre d'haver comès abusos sexuals en almenys set dones, una de les quals era menor quan van succeir els fets.

## Biografia
Henri Grouès va néixer al si d'una família nombrosa benestant. Va estudiar amb els jesuïtes i va ser membre dels scouts de França, on el van sobrenomenar "Castor meditabund" (Castor méditatif). El 1931, després de renunciar a la seva part de l'herència familiar i distribuir les seves possessions entre diverses obres d'ajut als necessitats, va entrar al seminari de l'Orde dels Germans Menors Caputxins, orde mendicant considerada entre les més pobres, i va ser ordenat el 14 d'agost de 1938.
Poc després tanmateix, va haver d'abandonar el convent per una malaltia, i va esdevenir sacerdot secular. Dels anys com a caputxí diria a la seva maduresa: «va ser l'etapa més important de la meva vida i, si he arribat a aquesta edat, és gràcies a aquests anys de contemplació».

### La Segona Guerra Mundial i postguerra
Destinat a la vicaria de la catedral de Grenoble, el desembre de 1939 va ser mobilitzat amb el grau de sotsoficial. Després de l'armistici del 22 de juny de 1940, segons la seva biografia oficial, va ajudar els jueus perseguits pels nazis després de la batuda del Velòdrom de l'Hivern i als obrers que eren enviats a Alemanya al treball forçós.
Detingut per la Gestapo, va aconseguir escapar a través d'Espanya i arribar a les forces gaullistes a Alger. És nomenat capellà de l'Acadèmia Naval a Casablanca (Marroc).
En la postguerra, alarmat per l'enorme pobresa que veia per tot arreu a França, accepta ser designat candidat a l'Assemblea Constituent de la Quarta República pel Partit Moviment Republicà Popular d'ideologia demòcrata-cristiana, estant diputat entre 1945 i 1951.

### Fundació dels drapaires d'Emaús
El 1949, gràcies sobretot als ingressos del seu sou com a diputat, l'Abat Pierre va fundar els «Drapaires d'Emaús». El mateix Abat Pierre va considerar com la seva gran col·laboradora la senyoreta Lucie Coutaz. El seu primer acollit va ser Georges, un expresidiari que havia tingut una vida terrible i només pensava a suïcidar-se. L'Abat Pierre podria dir que els «Drapaires d'Emaús» naixerien de la unió d'un assassí amb un frare diputat. Georges va ser un fidel col·laborador durant molts anys. El 1954 els problemes dels «Drapaires d'Emaús» serien greus en faltar el sou de l'abat Pierre com a diputat, cosa que els obliga quasi a aturar les activitats.

### La «mort blanca» sobre París
Als primers mesos de l'any 1954, la temperatura a París va baixar a nivells incompatibles amb la vida humana a la intempèrie. Els captaires i ancians s'amuntegaven enfront dels respiradors del metro, a la recerca d'aire més tebi, o formaven munts humans coberts per paper de diari.

L'1 de febrer d'aquell any, l'Abat Pierre va irrompre per sorpresa en Ràdio Luxemburg i va aconseguir que el permetessin parlar en directe. Va commoure els oïdors amb un discurs en què va proclamar la insurrecció de la bondat: 
| «                                  | Una dona acaba de morir congelada aquesta matinada a la vorera del bulevard de Sebastopol, mantenint fins i tot aferrada a la seva mà la notificació judicial d'expulsió del seu domicili. No podem acceptar que continuïn morint persones com ella. Cada nit són més de 2.000 persones suportant el gel, sense sostre, sense pa, més d'un, quasi nu; per a aquesta mateixa nit cal reunir 5.000 mantes, 300 grans tendes de campanya, 200 olles. Veniu els que pugueu amb camions per ajudar el repartiment […] A l'Hotel Rochester, carrer Le Boétie 92. Imploro, enfront dels germans que moren de misèria, augmenti en nosaltres l'amor per fer desaparèixer aquesta xacra. Que tant dolor desperti l'ànima meravellosa de França! | » |
| — Abat Pierre, 1 de febrer de 1954 | |   |

Mitja hora més tard, el ministre de Telecomunicacions va parlar per telèfon amb el director de la Ràdio Nacional per cridar-li l'atenció asprament per haver permès aquest programa. Però ja els carrers que conduïen a l'Hotel Rochester pul·lulaven de gent que portava l'aportament per emprendre la guerra contra la misèria. L'èxit va ser enorme, perquè van acudir milers de ciutadans. També es va haver de demanar a les autoritats municipals que establissin serveis especials d'autobusos per atendre la quantitat de gent que volia socórrer.
Aquella tarda, en grans carpes militars, ofertes per l'exèrcit, els pobres de París van poder passar la seva primera nit sense el temor a morir de fred. Des de les flassades fins a la llenya que mantenia les estufes van ser donades en poques hores pels parisencs.

### Repercussions
Des d'aleshores, l'organització de l'Abat Pierre es va estendre cada vegada més. El seu moviment va passar a altres ciutats de França, i els «companys d'Emaús» van aparèixer a Itàlia, Argentina, Mèxic, Canadà, Espanya, Congo, Austràlia, Xile i el Perú, entre altres països. Avui, Emaús Internacional compta amb 300 grups a 36 països.
L'Abat Pierre va realitzar nombroses intervencions en ràdio i televisió que van popularitzar la seva imatge com a icona nacional, sovint amb indumentària negra i boina. Va ser rebut per variades personalitats del món, va intervenir en fòrums internacionals i va promoure el respecte als drets humans. Va ser rebut pels papes Pius XII, Pau VI i Joan Pau II (aquest últim ho va rebre en quatre ocasions).
El 1995, es va editar el llibre L'Abat Pierre respon a les preguntes de Martine Leca.
Dos dels seus lemes més famosos van ser: «Donar menjar abans d'evangelitzar», i «Una única guerra serà sempre absolutament justa: la guerra contra la misèria».

### Òbit
La defunció del religiós es va produir el 22 de gener de 2007, a l'hospital militar Val-de-Grace de París a causa d'una afecció pulmonar a l'edat de noranta-quatre anys, sent anunciat pel president de la República, Jacques Chirac. Divendres, 26 de gener, unes 2500 persones van seguir des de l'exterior de la catedral de Notre-Dame de París, gràcies a una gran pantalla, la missa d'exèquies de l'Abat Pierre. Al temple van estar el president de França Jacques Chirac, el primer ministre Dominique de Villepin, membres del govern i de l'oposició, al costat de companys d'Emaús. L'arquebisbe de Lió, cardenal Philippe Barbarin, va elogiar el «dinamisme intrèpid» d'un home consagrat «a Déu i al servei dels pobres».